# Fini de rire
Pour plus de détails, voir Fiche technique et Distribution.

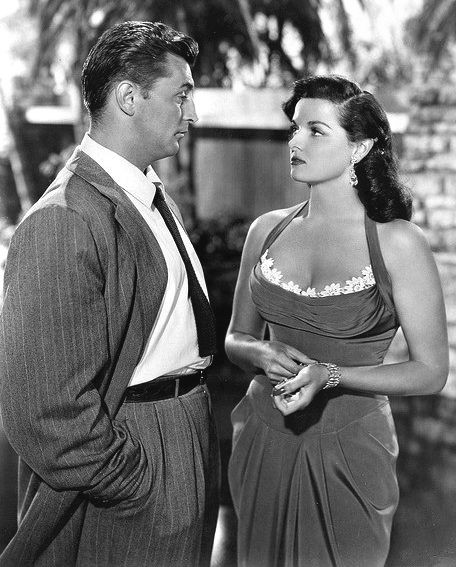
Robert Mitchum et Jane Russell

Fini de rire (titre original : His Kind of Woman) est un film américain réalisé par John Farrow et Richard Fleischer, sorti en 1951.
Howard Hughes, patron de la RKO, fit retourner la quasi-totalité du film par Richard Fleischer, qui raconte dans son livre de souvenirs Survivre à Hollywood les nombreuses péripéties liées aux caprices de Hughes. Raymond Burr par exemple fut imposé à Fleischer par Hughes qui venait de voir l’acteur dans un autre film.

## Synopsis
Nick Ferraro, un mafieux notoire prêt à tout pour acquérir une nouvelle identité et revenir aux États-Unis, fait offrir une forte somme à un joueur professionnel en déveine, Dan Milner, à la condition que ce dernier s'exile temporairement dans une station balnéaire mexicaine. Peu à peu acclimaté à son nouvel environnement, Milner comprendra tardivement le complot dont il est l'enjeu mais il pourra compter sur ses amis les plus récents.

## Fiche technique
- Titre : Fini de rire
- Titre original : His Kind of Woman
- Réalisation : John Farrow et Richard Fleischer
- Scénario : Frank Fenton et Jack Leonard d'après une histoire de Gerald Drayson Adams (non crédité)
- Production : John Farrow, Robert Sparks et Robert Fellows (non crédité)
- Producteur exécutif : Howard Hughes (non crédité)
- Société de production : RKO
- Musique : Leigh Harline
- Image : Harry J. Wild
- Montage : Frederic Knudtson et Eda Warren
- Direction artistique : Albert S. D'Agostino
- Décors : J. McMillan Johnson
- Costumes : Howard Greer
- Pays de production : États-Unis
- Format : Noir et blanc - 35 mm - 1,37:1 - Son : Mono (RCA Sound System)
- Genre : Film noir
- Durée : 120 minutes
- Dates de sortie :
  - États-Unis : 29 août 1951
  - France : 20 mars 1953

## Distribution
- Robert Mitchum : Dan Milner
- Jane Russell : Lenore Brent
- Vincent Price : Mark Cardigan
- Marjorie Reynolds : Helen Cardigan
- Raymond Burr : Nick Ferraro
- Charles McGraw : Thompson / le narrateur
- John Mylong : Martin Krafft
- Tim Holt : Bill Lusk
- Leslie Banning (en) : Jennie Stone
- Jim Backus : Myron Winton
- Philip Van Zandt : Jose Morro
- Carleton G. Young (en) : Gerald Hobson, l'agent de Cardigan

Acteurs non crédités :
- Anthony Caruso : Tony, un homme de main de Ferraro
- Richard Bergren : Milton Stone, le mari de Jennie
- Peter Brocco : le premier complice de Thompson
- King Donovan : un journaliste
- Joel Fluellen : Sam
- Mamie Van Doren : une invitée au bar